# Regina Coeli (Mozart)
Regina Coeli (Rainha do Céu), ou Regina Caeli, é uma antífona mariana musicada por Wolfgang Amadeus Mozart durante seu tempo na Catedral de Salzburgo. A composição mais conhecida do latim Regina Coeli para a Páscoa é a K. 276, um cenário para quatro solistas, coro e orquestra, provavelmente escrito em 1779. Ele escreveu dois cenários anteriores, K. 108 e K 127, ambos para soprano, coro e orquestra.
O Regina cœli (em português "Rainha do Céu") é um hino mariano entoado, com relacionada oração, pelos católicos durante o Tempo Pascal às 6h00, 12h00 e às 18h00, substituindo a oração do Angelus, feita nas outras estações do ano. Na Liturgia das Horas é uma das quatro antífonas marianas com que se conclui o ofício divino de Completas.
Além de Mozart, o Hino Regina Coeli foi musicado por dezenas de outros grandes compositores, tais como: Marcel Dupré, Giovanni Pierluigi da Palestrina, José Maurício Nunes Garcia, Michael Haydn, Johannes Brahms, Emerico Lobo de Mesquita e outros.